# 不朽者 (電視劇)
《不朽者》（英語：The Nevers）是一部美國科幻時代類型的影集，由喬斯·溫登開創並擔當節目統籌，他與菲利帕·高斯萊特、贝尔纳黛特·考菲尔德、伊琳娜·S·蘭德雷斯、簡·埃斯本森和道格拉斯·皮特里擔當執行製片人。第一季分為上下兩部播出，分別有6集，共12集。上部在2021年4月11日在HBO首播；2022年12月18日從HBO Max庫中撤出之前被取消，後來2023年2月15日播出第一季下部。

## 劇情
時間背景設定於維多利亞時代，面對頑固的敵人，一群擁有超能力的女性執行可能會改變世界的任務。

## 演員與角色

### 主要角色
- 勞拉·唐納利 飾演 西風·艾莉希·納文／艾梅莉亞·楚（Zephyr Alexis Navine / Amalia True）：觸能者，嗜酒、歷經世故、性情衝動的維多利亞時代女性，年輕孀婦，受拉薇娜資助，管理孤兒院[2]。
  - 克勞蒂亞·布雷克飾演真正的西風·艾莉希·納文[3]。

- 安·斯科利（英语：Ann Skelly） 飾演 潘妮絲·艾戴爾（Penance Adair）：觸能者，艾梅莉亞的好友，發明家[4][5]。

- 奧莉薇·威廉（英语：Olivia Williams） 飾演 拉薇娜·彼洛（Lavinia Bidlow）：家境優渥的大齡單身女性，資助艾梅莉亞組建收養「觸能者」（超能力者）的孤兒院[4][5]。

- 詹姆斯·諾頓 飾演 雨果·史旺（Hugo Swan）：泛性戀貴族男子，經營一間秘密俱樂部[4][5]。

- 湯姆·萊利（英语：Tom Riley (actor)） 飾演 奧古斯都·「奧吉」·彼洛（Augustus "Augie" Bidlow）：拉薇娜的弟弟，秘密的觸能者[4][5]。

- 皮普·托倫斯 飾演 吉爾博·梅森勳爵（Lord Gilbert Massen）：退役將軍，忠誠於大英帝國，對觸能者持懷疑態度[4][5]。

- 丹尼斯·奧黑爾（英语：Denis O'Hare） 飾演 埃德蒙·黑格（Edmund Hague）：殘忍的美國外科醫生[4][5]。

- 羅謝爾·尼爾（英语：Rochelle Neil） 飾演 安妮·卡爾畢／火焰（Annie Carbey / Bonfire）：職業罪犯，觸能者，擁有控制火的能力[4][5]。

- 艾米·曼森（英语：Amy Manson） 飾演 麥拉蒂（Maladie）：掌控一個地下幫派，嗜殺[4][5]。

- 扎卡里·莫瑪（英语：Zackary Momoh） 飾演 何瑞休·柯森（Horatio Cousens）：西印度裔外科醫師，擁有治愈他人的超能力，與艾梅莉亞和乞丐王合作[4][5]。

- 艾莉諾·湯姆林森（英语：Eleanor Tomlinson） 飾演 瑪麗·布萊頓（Mary Brighton）：舞台劇歌者，觸能者，擁有通過歌聲平復其他觸能者情緒的超能力[4][5]。

- 尼克·佛洛斯特 飾演 帝克藍·歐倫／乞丐王（Declan Orrun / The Beggar King）：殘暴的倫敦低級犯罪分子首領，反復無常[4][5]。

- 伊麗莎白·伯靈頓（英语：Elizabeth Berrington） 飾演 露西·貝斯特（Lucy Best）：觸能者，能夠通過接觸物體打碎它[6]。

- 维奥拉·佩雷特约翰（Viola Prettejohn） 飾演 茉朵·哈普利（Myrtle Haplisch）：觸能者，交談時會不受控制地說出多門外語，但是不會英語[6]。

- 安娜·德夫林（Anna Devlin） 飾演 普萝丝·雀特威（Primrose Chattoway）：觸能者，10英尺高的16歲女孩[6]。

- 吉蘭·索妮亞·薩瓦（英语：Kiran Sonia Sawar） 飾演 哈麗葉·考爾（Harriet Kaur）：觸能者，能夠通過接觸瞬間冰凍物體[6]。

- 班·卓別林（英语：Ben Chaplin） 飾演 法蘭克·蒙迪（Frank Mundi）：富有道德感的警探，酗酒，執法粗暴[4][5]。

- 艾拉·史密斯（英语：Ella Smith (actress)） 飾演 黛瑟蕾·布洛姬（Desirée Blodgett）：妓女，觸能者，能夠讓人不自覺地說出秘密[6]。

- 溫尼·希文（Vinnie Heaven） 飾演 「敏捷」傑克（Nimble Jack）：觸能者，能夠變化出短暫固定於空中的盾牌[6]。

### 常設角色
- 多梅尼克·弗拉格勒（Domenique Fragale） 飾演 貝絲·卡西尼（Beth Cassini）：觸能者，能夠通過接觸物體使其暫時懸浮空中。

- 扎因·侯賽因（Zain Hussain） 飾演 阿尼爾（Aneel）：法律專業學生，哈麗葉的未婚夫。

- 馬丁·福特（Martyn Ford） 飾演 尼古拉斯·派爾巴爾／歐丁（Nicolas Perbal / Odium）：乞丐王身邊的打手，觸能者，身體能夠不沉於水[6]。

- 馬克·本頓（英语：Mark Benton） 飾演 上校（The Colonel）：麥拉蒂的追隨者，觸能者，能夠說服別人依照意願行事。

- 魯珀特·范西塔特（英语：Rupert Vansittart） 飾演 布勞頓（Lord Broughton）：梅森議會成員。

- 安德魯·哈威爾（英语：Andrew Havill） 飾演 道格拉斯·布魯姆（Douglas Broome）：梅森議會成員。

- 蒂姆·本廷克（英语：Timothy Bentinck） 飾演 培金將軍（General Pecking）：梅森議會成員。

- 尼古拉斯·法瑞爾（英语：Nicholas Farrell） 飾演 亞伯瑞王子（Prince Albrecht）：梅森議會成員。

- 提姆·史蒂德（英语：Tim Steed） 飾演 阿拉文·泰恩勳爵（Lord Allaven Tyne）：梅森議會成員。

## 集數
| 集數 | 標題                          | 譯名               | 導演               | 編劇                      | 首播日期      | 美國收視人數 （百萬） |
| 上部 | 上部                          | 上部               | 上部               | 上部                      | 上部          | 上部                  |
| --- | ----------------------------- | ------------------ | ------------------ | ------------------------- | ------------- | --------------------- |
| 1 | Pilot                         | 試播集             | 喬斯·溫登          | 喬斯·溫登                 | 2021年4月11日 | 0.548                 |
| 1896年8月3日，倫敦天空突然出現一艘飛行器。它播撒出的發光物質使得部分人擁有各不相同的超能力，這些超能力者被稱為「觸能者」。三年之後，拉薇娜·彼洛資助觸能者艾梅莉亞·楚組建聖羅姆爾達孤兒院，收養諸多被排擠的觸能者。艾梅莉亞擁有感知未來事件片段的超能力。觸能者潘妮絲·艾戴爾是艾梅莉亞的好友，能夠看見如電位能等能量的分佈，因此成為傑出的發明家。艾梅莉亞和潘妮絲在探訪觸能者茉朵·哈普利時，遭遇一群匪徒意欲劫持茉朵。三人最終乘坐潘妮絲發明的汽車逃脫匪徒的追擊，茉朵留在孤兒院。與此同時，一個地下幫派首領麥拉蒂及其成員在倫敦犯下連環殺人命案。警探法蘭克·蒙迪著手偵辦案件。艾梅莉亞和潘妮絲受拉薇娜之邀去戲院觀看歌劇《浮士德》首演。兩人途中遭遇犯罪幫派首領「乞丐王」帝克藍·歐倫。艾梅莉亞承諾給予乞丐王豐厚的報酬，希望他幫忙打聽追殺她們的匪徒身份和目的。演出時，麥拉蒂中途現身於舞台之上，殺死一名演員。另一名演員瑪麗·布萊頓擁有通過歌聲平復其他觸能者情緒的超能力，她被麥拉蒂及其手下安妮·卡爾畢帶走。艾梅莉亞與麥拉蒂爭鬥，未能救下瑪麗。潘妮絲安慰失落的艾梅莉亞。 |                               |                    |                    |                           |               |                       |
| 2 | Exposure                      | 暴露               | 喬斯·溫登          | 簡·埃斯本森               | 2021年4月18日 | 0.561                 |
| 貝絲·卡西尼能夠通過接觸物體使其暫時懸浮空中，她在工作時暴露了自己是觸能者，隨後在前往聖羅姆爾達孤兒院的途中被綁架。法蘭克·蒙迪搜查孤兒院，未能找到麥拉蒂的蹤跡。艾梅莉亞告訴蒙迪，瑪麗是觸能者。為消除公眾對觸能者的偏見，拉薇娜邀請潘妮絲帶著幾名觸能者參加在自家莊園內舉辦的慈善活動。潘妮絲在活動上與奧吉熟絡起來。拉薇娜告誡奧吉遠離潘妮絲，以免潘妮絲被人議論有攀附權貴的心思。潘妮絲遭到奧吉的冷遇，她傷心地離開莊園，途中被麥拉蒂的幫眾綁架。梅森與其他議員討論戲院發生的事件對當前政治的影響。黛瑟蕾·布洛姬帶著兒子來到孤兒院，請求艾梅莉亞收留他們。黛瑟蕾是一名妓女，同時是觸能者，能夠讓人不自覺地說出秘密。艾梅莉亞帶著黛瑟蕾來到蘇格蘭場。在黛瑟蕾的影響下，蒙迪透露瑪麗曾是自己的未婚妻。艾梅莉亞感知到麥拉蒂隱藏在水廠，她獨自前往調查，發現瑪麗和潘妮絲分別被吊掛在高處欄檻兩邊，脖子上套著絞索，中間通過滑輪連接。艾梅莉亞認出麥拉蒂曾是自己的朋友莎拉。麥拉蒂強迫艾梅莉亞在瑪麗和潘妮絲兩人之中救一個人，艾梅莉亞選擇向自己腹部開槍，然後趁機擊中麥拉蒂。蒙迪帶著警員前來支援，救下艾梅莉亞、瑪麗和潘妮絲，麥拉蒂和幫眾逃離現場。何瑞休·柯森為艾梅莉亞治愈傷口。黑格醫生正欲解剖貝絲，被助手叫停，前去會見老闆拉薇娜。他們正在研究一個發出藍光的巨大球體。 |                               |                    |                    |                           |               |                       |
| 3 | Ignition                      | 點火               | 大衛·塞梅爾        | 凱文·劉                   | 2021年4月25日 | 0.448                 |
| 「火焰」安妮企圖侵佔乞丐王的一處地盤，被艾梅莉亞和潘妮絲聯手阻止。艾梅莉亞希望招募安妮加入孤兒院，被安妮拒絕。潘妮絲嘗試發明一個聲音放大裝置，能夠將瑪麗的歌聲傳遍整個倫敦，使每一位觸能者都能聽到。乞丐王要求手下探聽艾梅莉亞的計劃。法蘭克·蒙迪在一間酒吧秘密與雨果·史旺會面，史旺此前幫助他策劃突襲搜查孤兒院的行動。潘妮絲在大街上發現印有虛假地址的孤兒院招募傳單，艾梅莉亞和露西找到這處假地址。拉薇娜帶著蒐集到的文件檔案會見拉薇娜，露西將工作人員帶至孤兒院。工作人員向眾人表示自己僅是被人僱傭，誘騙觸能者，將她們轉交給僱主做人體實驗。瑪麗因此決定使用潘妮絲的聲音放大裝置歌唱，邀請孤兒院的觸能者和蒙迪警探前去公園見證這個時刻。艾梅莉亞途中被乞丐王身邊的殺手歐丁伏擊，這是一名身體不沉於水的觸能者。艾梅莉亞擊敗他之後，來到公園與潘妮絲眾人會合。全城的觸能者聽到了瑪麗的歌聲。此時，瑪麗被麥拉蒂曾經的手下伏擊，身中數槍而死。蒙迪警探開槍反擊，殺死暗殺者。艾梅莉亞眾人回到孤兒院，聽到瑪麗歌聲的安妮和其他觸能者在等待他們。 |                               |                    |                    |                           |               |                       |
| 4 | Undertaking                   | 殯葬               | 大衛·塞梅爾        | 馬德里·謝卡               | 2021年5月2日  | 0.515                 |
| 除了艾梅莉亞之外，孤兒院的其他觸能者出席瑪麗的葬禮。潘妮絲安慰沮喪的艾梅莉亞。茉朵告訴普蘿絲，她聽出了瑪麗歌聲中蘊含的訊息。法蘭克·蒙迪發現一條線索可能與雨果·史旺有關，他在公開場合質問史旺，史旺堅決否認指控。艾梅莉亞、潘妮絲、露西、安妮和何瑞休談論誰會是謀殺瑪麗的幕後黑手。潘妮絲前去試探奧吉，安妮前去「乞丐王」帝克藍·歐倫的地盤打探消息，艾梅莉亞拜訪梅森勳爵。梅森變相地承認自己謀殺了瑪麗，但是拒絕提供新訊息。眾人為報復梅森，聽從露西的建議，決定偷襲梅森掌管的一個武器倉庫，摧毀彈藥。麥拉蒂在警察廳綁架了蒙迪的上司，向蒙迪宣稱自己與瑪麗的謀殺案無關。蒙迪抓獲試圖逃跑的麥拉蒂，要求其他警察不得對她施行私刑，給予她公正的審判。當晚，艾梅莉亞在梅森的武器倉庫中揭露露西是內奸，她一直私下將情報洩露給梅森，間接導致瑪麗的死亡。露西試圖逃跑，艾梅莉亞擊敗露西之後，聽從潘妮絲的建議，決定寬恕露西，要求她永遠離開倫敦。艾梅莉亞炸毀了梅森的武器倉庫。茉朵在哈麗葉和普蘿絲的幫助下，告知眾人瑪麗歌聲的意義。歌聲直接向艾梅莉亞傳達訊息，某件事物正在等待她，艾梅莉亞聽到之後放聲大哭。 |                               |                    |                    |                           |               |                       |
| 5 | Hanged                        | 絞刑               | 喬斯·溫登          | 瑪莉莎·伊克巴             | 2021年5月9日  | 0.570                 |
| 麥拉蒂被判處接受公開絞刑，多數觸能者對此酷刑心生不滿。聽從瑪麗歌聲的指引，艾梅莉亞希望找到發光物體「葛蘭堤」，正是它此前飛翔於倫敦上空，製造出大批觸能者。艾梅莉亞請潘妮絲發明鑽洞機，用以勘察葛蘭堤的下落。潘妮絲起初製造出的鑽洞機發生故障，需要繼續改進。議會對是否執行公開絞刑分成兩派，但最終未能阻止。拉薇娜和黑格目睹葛蘭堤開始破裂，黑格向她保證不會發生危險。記者艾菲·博尤持續糾纏蒙迪，希望能夠在行刑前對麥拉蒂進行採訪。艾菲被蒙迪拒絕之後，她遇到史旺，並與他秘語。梅森私下與乞丐王會面，請他製造混亂，進一步激化純粹論者與觸能者之間的矛盾。他還承認此前是自己派遣歐丁前去伏擊艾梅莉亞。發現孤兒院門口被人掛滿絞索之後，潘妮絲決定前去營救麥拉蒂，而艾梅莉亞執意前去尋找葛蘭堤。潘妮絲的救人計劃中途失敗，麥拉蒂主動跳下絞刑架，將自己吊死。隨後大批民眾被通電的護欄電死，引起騷亂。蒙迪當晚回到警局，意識到麥拉蒂還活著。她在被捕之前利用手下克蘿拉替換自己，此後裝扮成早已被殺死的記者艾菲·博尤先後混入警局和圍觀人群。麥拉蒂在混亂的街道上卸下偽裝。 |                               |                    |                    |                           |               |                       |
| 6 | True                          | 真相               | 澤娜·富恩特斯      | 簡·埃斯本森               | 2021年5月16日 | 0.552                 |
| 在未來的某一時間，來自「行星防禦聯盟」的一隊士兵進入一個秘密基地，俘獲另一個組織「自由生命軍」成員格林柏少校，同時發現最後一個葛蘭堤藏在此處。葛蘭堤是一類外星種族，它來到地球之後，通過向人類散播「孢點」這種轉譯質啟動人腦的必要部分，進而修復被破壞的地球。格林柏少校與行星防禦聯盟的士兵展開激戰，造成多名士兵死亡，葛蘭堤因此被釋放。西風·艾莉希·納文是倖存的最後一名士兵，隨著葛蘭堤的離開，她對拯救地球失去希望，飲用毒水自殺。葛蘭堤帶著她的靈魂穿越至過去。在十九世紀九十年代的倫敦，莫莉在一家麵包店工作，店家為了節約開支辭退了她。莫莉與屠夫托馬斯·楚結婚。托馬斯不久病逝，為莫莉留下一大筆需要償還的債務。當葛蘭堤飛翔於倫敦上空之際，莫莉不堪生活重負，跳入泰晤士河自殺。葛蘭堤灑落的孢點使莫莉成為觸能者。西風在一家精神病院中醒來，發現自己佔據了莫莉的身體，她開始自稱為艾梅莉亞。艾梅莉亞與何瑞休·柯森醫生一起尋找其他的觸能者，在拉薇娜·彼洛的資助下，她建立起收留觸能者的孤兒院。當前，艾梅莉亞見到葛蘭堤，隨後被大批蒙面男子攻擊，她逃脫之後，與眾人回到孤兒院。艾梅莉亞與潘妮絲會合，向她透露了自己的真實姓名，並決定將整個事情的真相告訴孤兒院的眾人。                                                                                                |                               |                    |                    |                           |               |                       |
| 下部 |                               |                    |                    |                           |               |                       |
| 7 | It's a Good Day               | 今天是美好的一天   | 安德魯·伯恩斯坦    | 菲莉琶‧高絲蕾             | 2023年2月14日 | N/A                   |
| 1896 年，葛蘭堤出現在倫敦的那天，黑格試圖讓人們相信他能夠從電話網路中的靜電干擾聲聽到死者的聲音，但未能成功。因此，他被英國皇家醫學會除名。絞刑的后一天，艾梅莉亞對未來的預示越來越強烈，而地震在倫敦也變得司空見慣。蒙迪試圖讓警方相信麥拉蒂還活著，但他的警司告訴他放棄此案。潘妮絲說服艾梅莉亞告訴孤兒院的人們，她其實是個來自未來的士兵。蒙迪發現一群人打扮得像麥拉蒂，並將她視為救世主。茉朵被一個名叫南希的純粹論者女孩攻擊並出於自衛殺死了她。在黑格的家中，他的機器狗攻擊了潘妮絲和艾梅莉亞，後者在隨後的戰鬥中放火燒了房子。當黑格到達那裡時，女性們已經走了。電話響起，他拿起它，聽到歌聲。當他轉身時，他看到麥拉蒂坐在窗戶上。 |                               |                    |                    |                           |               |                       |
| 8 | I Don't Know Enough About You | 我對你的瞭解還不夠 | 詹妮弗·潔辛格      | 艾拉·帕克                 | 2023年2月14日 | N/A                   |
| 心懷報復的麥拉蒂讓黑格在地上挖了一個洞，同時對他進行心理折磨。何瑞休的家遭到攻擊，他被迫與家人一起搬到孤兒院。在那裡，他向艾梅莉亞吐露他同時愛她和他的妻子。拉薇娜以南希的死為藉口，讓武裝警衛包圍了孤兒院，禁止裡面的所有人離開。在向艾梅莉亞解釋這一點時，她意識到露西的能力可以摧毀葛蘭堤（理論上，也能消滅觸能者的「疾病」）。透過與乞丐王談判，梅森加劇了倫敦對反觸能者的暴力。在監獄裡，拉薇娜說服露西幫助她，她說消滅葛蘭堤就能「治癒」她致命的轉變能力。於是露西越獄並前往拉薇娜的礦坑。在那裡，她利用自己的能力打破了葛蘭堤的外殼。結果，震動加劇，倫敦部分地區開始塌陷。艾梅莉亞和潘妮絲跑去幫助葛蘭堤。與此同時，一隻小葛蘭堤從破碎的外殼上掉了下來。露西撿起了它，但拉薇娜命令她殺死它，最後洞穴崩塌了。 |                               |                    |                    |                           |               |                       |
| 9 | Fever                         | 發燒               | 詹妮弗·潔辛格      | 芮米·帕克                 | 2023年2月14日 | N/A                   |
| 小時候，奧吉帶拉薇娜參觀他研究鳥類解剖學的棚子。拉薇娜對他的「異常」行為感到不安，強迫他燒毀了棚屋。受創傷的奧吉憤怒地推了拉薇娜，拉薇娜在這次襲擊中意外癱瘓。洞穴倒塌後，奧吉幫助拉薇娜到達安全地帶，她透露她知道他是觸能者。奧吉對拉薇娜的反觸能情緒感到震驚，將她留在鐵路隧道的地上，她的輪椅在洞穴中損壞，難以離開。與此同時，艾梅莉亞和潘妮絲找到了垂死的露西，露西透露葛蘭堤還活著，並在洞穴中徘徊。父親過世後，史旺成為領主。麥拉蒂利用黑格開始挖的洞進入倫敦的下水道，在那裡她遇到了艾梅莉亞和潘妮絲。麥拉蒂透露，自從葛蘭堤到達倫敦以來，她的腦海中就一直聽到它的聲音，並且很容易找到它。意識到艾梅莉亞計劃在找到葛蘭堤後返回未來，潘妮絲向她道別並留下來，而麥拉蒂和艾梅莉亞則追捕該生物。最後他們的追逐在泰晤士河中結束，並在那裡與葛蘭堤相遇。 |                               |                    |                    |                           |               |                       |
| 10 | Alright, Okay, You Win        | 好吧，好吧，你贏了 | 尼娜·羅培茲-科拉多 | 哈里森·大衛·瑞佛斯        | 2023年2月15日 | N/A                   |
| 莎拉忘了自己的麥拉蒂性格，從泰晤士河上出現，拜訪了她家暴的丈夫。她發現他是將她送入收容機構的人，並在他再次家暴她後殺死了他。在奧吉不知情的情況下，拉薇娜從下水道裡爬了出來，回到家中。在孤兒院，何瑞休發現他的兒子成為了觸能者，擁有可以看到其他人的夢境的能力。他看到了一個計劃襲擊孤兒院的「傀儡人」的夢境。何瑞休跟隨附近的木偶師，目睹了純粹論者和乞丐王之間的會面，並用觸能殺死了一個乞丐王的手下。黑格接到電話，聽到母親告訴他去拉薇娜家，那裡將為孤兒院舉辦募款午餐會。奧吉邀請潘妮絲參加活動，在午餐會中宣布要掌管彼洛家的所有財產（包括孤兒院），並以觸能者的身分公開露面。黑格在奧吉開口之前打斷了他，並以承諾會透露電話線的情況為理由，說服潘妮絲和他一起離開。拉薇娜後來強行將奧吉送入精神病院。茉朵對孤兒院的生活感到失望，加入了麥拉蒂的邪教。而史旺和蒙迪在梅森家調查過程中，發現了梅森的觸能者女兒。最後艾梅莉亞從泰晤士河上出現，進入一間酒吧後。見到以前的自己——西風·艾莉希·納文。 |                               |                    |                    |                           |               |                       |
| 11 | Ain't We Got Fun              | 我們不是很開心嗎   | 尼娜·羅培茲-科拉多 | 艾麗莎·索恩 & 亞當·梅吉多 | 2023年2月15日 | N/A                   |
| 昏迷不醒的艾梅莉亞與死去的莫莉和以前的自己交談，莫莉仍然責怪自己未來沒有拯救她所愛的人。奧吉用他的力量殺死了司機，逃離了送往精神病院的馬車。蒙迪和史旺將梅森的女兒帶到孤兒院。在史旺和他的新頭銜的幫助下，哈麗葉接觸了倫敦權力最大的政治集團，並說服他們不要頒布針對觸能者的法律。在黑格的實驗室，潘妮絲發現他的「母親」實際上是另一個與葛蘭堤一起到達但沒有身體來自艾梅莉亞未來的人。她由能量組成，指揮黑格捕獲艾梅莉亞和葛蘭堤失去知覺的身體，殺死葛蘭堤並將其用作容器。艾梅莉亞不斷地與自己作鬥爭，直到她想起潘妮絲對她來說有多重要。實際上，這是葛蘭堤的考驗，他們想要不使用語言來教導艾梅莉亞。艾梅莉亞醒來後，在潘妮絲的幫助下，消滅了黑格的機器人追隨者、醫生本人和另一個時間旅行者。拉薇娜和她的部隊隨後抵達。 |                               |                    |                    |                           |               |                       |
| 12 | I'll Be Seeing You            | 我會見你的         | 安德魯·伯恩斯坦    | 彼得·卡洛威               | 2023年2月15日 | N/A                   |
| 艾梅莉亞夢見潘妮絲在一座被毀的孤兒院中死去。她醒來時與潘妮絲綁在一起，而拉薇娜則向葛蘭堤射擊。何瑞休重創了乞丐王，毀掉了他裝載的梅森製造的武器。所有觸能者都感受到了它的痛苦，當純粹論者攻擊孤兒院時，他們失去了力量。聽到葛蘭堤的呼喊聲，麥拉蒂帶領她的追隨者制服了拉薇娜的軍隊。拉薇娜逃脫，但隨後被奧吉殺死。麥拉蒂和她的追隨者留在垂死的葛蘭堤身邊，艾梅莉亞感知到孤兒院有危險，於是艾梅莉亞、潘妮絲和茉朵去了孤兒院。艾梅莉亞阻止潘妮絲進入孤兒院的主樓，並在與純粹論者的戰鬥中重傷。梅森出現尋找他的女兒，但被蒙迪和史旺阻止。梅森殺死了史旺，並被蒙迪殺死。在死前，葛蘭堤將他們的力量歸還給觸能者，並分解成“種子”，這將賦予世界各地更多人觸能的能力。觸能者擊敗了純粹論者，艾梅莉亞在與葛蘭堤再次交談後從重傷中倖存下來，葛蘭堤想教導她為他人犧牲的價值。雖然艾梅莉亞對未來的希望重燃，但潘妮絲的希望卻破滅了，因為葛蘭堤「殖民」了世界並讓世界變得更加複雜。最後，茉朵回到麥拉蒂並被時間旅行者附身。 |                               |                    |                    |                           |               |                       |

## 製作

### 開發
2018年7月13日，經過激烈競標，HBO擊敗串流媒體平台Netflix獲得影集的製作權，宣佈給予影集整季預訂，喬斯·溫登擔當編劇、導演、執行製片人和節目統籌。其他執行製片人包括贝尔纳黛特·考菲尔德、簡·埃斯本森和道格拉斯·皮特里，埃斯本森和皮特里此前曾與喬斯·溫登在電視劇《吸血鬼獵人巴菲》中合作。2019年7月，蘿莉·潘妮加入編劇群。嘉瑪·傑克森擔當製作設計師。
2020年11月25日，HBO宣佈喬斯·溫登離開該項目。2021年1月28日，英國編劇菲利帕·高斯萊特接替溫登成為節目統籌。

### 選角
2019年4月，勞拉·唐納利確定出演女主角艾梅莉亞·楚（Amalia True）。7月，奧莉薇·威廉、詹姆斯·諾頓、湯姆·萊利、安·斯科利、班·卓別林、皮普·托倫斯、扎卡里·莫瑪、艾米·曼森、尼克·佛洛斯特、羅謝爾·尼爾、艾莉諾·湯姆林森和丹尼斯·奧黑爾確定參演影集。8月，吉蘭·索妮亞·薩瓦、伊麗莎白·伯靈頓、艾拉·史密斯、维奥拉·佩雷特约翰（Viola Prettejohn）和安娜·德夫林（Anna Devlin）確定參演影集。

### 拍攝
主體拍攝於2019年7月4日在英國開機，劇組在三一教堂廣場和新溫布頓劇院取景拍攝。8月，劇組在肯特郡的查塔姆歷史造船廠拍攝。2020年1月，劇組在牛津郡拍攝。因應2019冠状病毒病疫情暫停拍攝之前，劇組已完成五集的拍攝作業。劇組於9月恢復拍攝，10月底殺青。2021年6月，製作組於英國開機拍攝第一季的下部。

## 音樂
2021年3月，馬克·艾沙姆確定為影集作曲。第一輯數位版原聲帶於2021年5月17日在亞馬遜和iTunes上發行。
| 曲序     | 曲目     | 时长  |
| -------- | -------- | ----- |
| 1.       |          | 2:39  |
| 2.       |          | 4:26  |
| 3.       |          | 3:08  |
| 4.       |          | 2:07  |
| 5.       |          | 4:39  |
| 6.       |          | 2:09  |
| 7.       |          | 2:06  |
| 8.       |          | 1:41  |
| 9.       |          | 6:50  |
| 10.      |          | 2:29  |
| 11.      |          | 3:10  |
| 12.      |          | 2:18  |
| 13.      |          | 2:44  |
| 14.      |          | 4:38  |
| 15.      |          | 2:20  |
| 16.      |          | 4:03  |
| 17.      |          | 3:11  |
| 18.      |          | 8:52  |
| 19.      |          | 5:24  |
| 20.      |          | 4:21  |
| 21.      |          | 1:39  |
| 总时长： | 总时长： | 74:54 |

## 迴響

### 評價
《不朽者》在影視匯總點評網站爛番茄上獲得47%的新鮮度，5.81/10分（43位影評人）。《不朽者》在Metacritic網站上得到「混合或中等評價」，獲得了58/100分（24位影評人）。

### 收視
| 序 | 標題   | 播出日期      | 收視率 （18–49歲） | 收視率變化 （%） | 收視人数 （百萬） | 收視人数變化 （%） | DVR收視率 （18–49歲） | DVR收視人数 （百萬） | 總收視率 （18–49歲） | 總收視人数 （百萬） |
| -- | ------ | ------------- | ------------------ | ---------------- | ----------------- | ------------------ | --------------------- | -------------------- | -------------------- | ------------------- |
| 1  | 試播集 | 2021年4月11日 | 0.10               | 不適用           | 0.548             | 不適用             | 0.07                  | 0.365                | 0.17                 | 0.913               |
| 2  | 暴露   | 2021年4月18日 | 0.12               | +20▲             | 0.561             | +2.37▲             | 0.08                  | 0.528                | 0.20                 | 1.089               |
| 3  | 點火   | 2021年4月25日 | 0.06               | −50▼             | 0.448             | −20.14▼            | 0.11                  | 0.535                | 0.17                 | 0.983               |
| 4  | 殯葬   | 2021年5月2日  | 0.07               | +16.67▲          | 0.515             | +14.96▲            | 0.11                  | 0.512                | 0.18                 | 1.027               |
| 5  | 絞刑   | 2021年5月9日  | 0.09               | +28.57▲          | 0.570             | +10.68▲            | 0.10                  | 0.473                | 0.19                 | 1.043               |
| 6  | 真相   | 2021年5月16日 | 0.08               | −11.11▼          | 0.552             | −3.16▼             | 0.11                  | 0.558                | 0.19                 | 1.110               |

## 宣傳與發行

### 電視播出
2021年2月2日，HBO釋出先導預告短片，宣佈《不朽者》定於2021年4月首播。同月，HBO宣佈影集定於2021年4月11日首播。3月23日，HBO釋出正式預告片。2021年2月，HBO和HBO Max的節目部總裁凱西·布洛伊斯（Casey Bloys）透露由於2019冠状病毒病疫情造成製作延期，第一季分為上下兩部播出，分別有6集，共12集。第一季的下部於2022年播出。

### 影碟發行
| 季數 | 季數 | 集數      | DVD發行日期   | DVD發行日期 | DVD發行日期 | 藍光影碟發行日期 | 藍光影碟發行日期 |
| 季數 | 季數 | 集數      | 區域1         | 區域2       | 區域4       | A區              | B區              |
| ---- | ---- | --------- | ------------- | ----------- | ----------- | ---------------- | ---------------- |
|      | 1    | 6（上部） | 2021年10月5日 | 待公布      | 待公布      | 2021年10月5日    | 待公布           |

## 資料來源
1. ↑  . HBO. 2018-07-13  [2018-07-13]. （原始内容存档于2018-07-13） （美国英语）.
2. 1 2  Andreeva, Nellie. . Deadline. 2019-04-23  [2019-08-12]. （原始内容存档于2019-08-05） （美国英语）.
3. ↑  Bojalad, Alec. . Den of Geek. 2021-05-16  [2021-05-17]. （原始内容存档于2021-05-17） （美国英语）.
4. 1 2 3 4 5 6 7 8 9 10 11 12 13  Petski, Denise. . Deadline. 2019-07-30  [2019-07-30]. （原始内容存档于2019-07-30） （美国英语）.
5. 1 2 3 4 5 6 7 8 9 10 11 12  Hibberd, James. . Entertainment Weekly. 2019-07-30  [2019-07-30]. （原始内容存档于2019-07-30） （美国英语）.
6. 1 2 3 4 5 6 7 8  Petski, Denise. . Deadline. 2019-08-15  [2019-08-15]. （原始内容存档于2019-08-15） （美国英语）.
7. 1 2  Goldberg, Lesley. . The Hollywood Reporter. 2018-07-13  [2018-07-13]. （原始内容存档于2018-07-13） （美国英语）.
8. 1 2  Holloway, Daniel. . Variety. 2018-07-13  [2018-07-13]. （原始内容存档于2018-07-13） （美国英语）.
9. 1 2  Yehl, Joshua. . IGN. 2018-07-21  [2019-08-12] （美国英语）.[]
10. 1 2 3  Flook, Ray. . Bleeding Cool. 2019-07-04  [2019-08-12]. （原始内容存档于2019-07-05） （美国英语）.
11. 1 2  Johnston, Rich. . Bleeding Cool. 2019-07-12  [2019-08-12]. （原始内容存档于2019-07-24） （美国英语）.
12. 1 2  Sherlock, Ben. . Screen Rant. 2019-05-25  [2019-08-12]. （原始内容存档于2019-07-29） （美国英语）.
13. 1 2  Goldberg, Lesley. . The Hollywood Reporter. 2020-11-25  [2020-11-26]. （原始内容存档于2021-01-28） （美国英语）.
14. 1 2  Porter, Rick. . The Hollywood Reporter. 2021-01-28  [2021-01-28]. （原始内容存档于2021-01-29） （美国英语）.
15. ↑  Maas, Jennifer; Maglio, Tony. . The Wrap. 2019-04-15  [2019-08-12]. （原始内容存档于2019-08-14） （美国英语）.
16. ↑  . London SE1. 2019-07-17  [2019-08-12]. （原始内容存档于2019-07-29） （美国英语）.
17. ↑  Krause, Riley. . Wimbledon Times. 2019-07-24  [2019-08-12]. （原始内容存档于2019-07-29） （美国英语）.
18. ↑  Dixon, Rachel. . Kent Online. 2019-08-02  [2019-08-18]. （原始内容存档于2019-08-18） （美国英语）.
19. ↑  Mueller, Matt. . Screen Daily. 2019-09-03  [2019-09-10]. （原始内容存档于2019-09-14） （美国英语）.
20. ↑  . Henley Standard. 2020-01-26  [2020-01-31]. （原始内容存档于2020-01-27） （美国英语）.
21. ↑  Radish, Christina. . Collider. 2020-06-22  [2020-11-26]. （原始内容存档于2020-10-06） （美国英语）.
22. ↑  Bui, Hoai-Tran. . /Film. 2020-10-22  [2020-11-26]. （原始内容存档于2020-11-27） （美国英语）.
23. 1 2  Maas, Jennifer. . The Wrap. 2021-06-28  [2021-06-28]. （原始内容存档于2021-10-25） （美国英语）.
24. ↑  . Film Music Reporter. 2021-03-31  [2021-04-24]. （原始内容存档于2021-04-28） （美国英语）.
25. ↑  . Soundtrack.net. 2021-05-17  [2021-05-19]. （原始内容存档于2021-05-19） （美国英语）.
26. ↑  . Rotten Tomatoes.   [2021-04-19]. （原始内容存档于2021-04-12） （美国英语）.
27. ↑  . Metacritic.   [2021-04-14]. （原始内容存档于2021-04-12） （美国英语）.
28. ↑  . TV Series Finale. 2021-04-14  [2021-04-29]. （原始内容存档于2021-04-17） （美国英语）.
29. ↑  . TV Series Finale. 2021-04-14  [2021-04-29]. （原始内容存档于2021-04-17） （美国英语）.
30. ↑  Berman, Marc. . Programming Insider. 2021-04-12  [2021-05-03]. （原始内容存档于2021-05-03） （美国英语）.
31. ↑  Berman, Marc. . Programming Insider. 2021-04-19  [2021-05-03]. （原始内容存档于2021-05-04） （美国英语）.
32. ↑  Pucci, Douglas. . Programming Insider. 2021-04-25  [2021-05-09]. （原始内容存档于2021-05-09） （美国英语）.
33. ↑  Berman, Marc. . Programming Insider. 2021-05-03  [2021-05-12]. （原始内容存档于2021-05-13） （美国英语）.
34. ↑  Berman, Marc. . Programming Insider. 2021-05-08  [2021-05-22]. （原始内容存档于2021-05-25） （美国英语）.
35. 1 2
36. ↑  Bui, Hoai-Tran. . /Film. 2021-02-02  [2021-02-02]. （原始内容存档于2021-02-04） （美国英语）.
37. ↑  Rose, Sundi. . Comic Book Resources. 2019-10-30  [2019-12-04]. （原始内容存档于2019-10-31） （美国英语）.
38. ↑  Mitovich, Matt Webb. . TVLine. 2021-02-02  [2021-02-02]. （原始内容存档于2021-02-04） （美国英语）.
39. ↑  Hibberd, James. . Entertainment Weekly. 2021-02-10  [2021-02-11]. （原始内容存档于2021-03-08） （美国英语）.
40. ↑  Hersko, Tyler. . IndieWire. 2021-03-23  [2021-03-24]. （原始内容存档于2021-03-24） （美国英语）.
41. ↑  Maas, Jennifer; Baysinger, Tim. . TheWrap. 2021-02-10  [2021-02-18]. （原始内容存档于2021-04-13） （美国英语）.
42. ↑  Zafar, Mishal Ali. . Cheatsheet. 2021-04-12  [2021-04-15]. （原始内容存档于2021-04-17） （美国英语）.
43. ↑  .   [2021-08-01] –Amazon （美国英语）.
44. ↑  .   [2021-08-01] –Amazon （美国英语）.

## 外部連結
- 互联网电影数据库（IMDb）上《不朽者》的资料（英文）
- 豆瓣电影上《不朽者》的資料 （简体中文）

Template:NavboxV2
Template:NavboxV2